# Set (Marvel Comics)
Ne doit pas être confondu avec Seth, un personnage de Marvel Comics, ennemi du dieu Thor.
Set est une divinité démoniaque évoluant dans l'univers Marvel de la maison d'édition Marvel Comics. Inspiré de la créature créée en 1932 par le romancier Robert E. Howard, le personnage de fiction est créé en bande dessinée par Roy Thomas et apparaît visuellement pour la première fois dans le comic book Marvel Feature (en) (vol. 2) #6 en septembre 1976.
Set est un amalgame du dieu Seth de la mythologie égyptienne (aussi écrit Set), du monstre Apopi et de l'Hydre de Lerne. Le personnage de comics ne doit pas être confondu avec le personnage du dieu Seth, un adversaire régulier du dieu nordique Thor.

## Historique de la publication
Le personnage de Set apparaît au départ dans le récit de Robert E. Howard intitulé The Phoenix on the Sword (en), paru en 1932.
Il est ensuite repris dans les comics sur Conan le Barbare publiés par Marvel à partir des années 1970. De ces séries, la première mention du nom de « Set » est dans Conan the Barbarian (vol. 1) #7 en juillet 1971.
Il apparaît ensuite en chair et en os dans Marvel Feature (en) (vol. 2) #6 en septembre 1976, au sein d'une histoire de Red Sonja qui se déroule dans le même monde que Conan.
Par la suite, le personnage est introduit dans la continuité Marvel des super-héros. Il est alors mentionné pour la première fois dans une bande dessinée de l'univers Marvel dans Sub-Mariner #9 en janvier 1969 (date qui est antérieure aux premières bandes dessinées sur Conan), dans laquelle le personnage de Namor est contrôlé par la Couronne du serpent (en) (Serpent Crown), un appareil que Set peut utiliser pour influencer l'esprit des gens.

## Biographie du personnage

### Origines
Le dieu serpent Set est né il y a trois milliards d'années, quand le Démiurge sema la Terre et donna naissance aux Anciens Dieux. Set lui-même engendra des démons, comme Damballah et Sligguth.
Bientôt, tous les Anciens Dieux se livrèrent une guerre pour le pouvoir et tous, sauf Gaea, devinrent des démons. Craignant pour l'Humanité naissante, Gaea s'accoupla avec le Démiurge pour donner naissance à Atum, le dieu du soleil. Atum tua de nombreux démons et absorba leur énergie, devenant Démogorge le Mangeur de Dieux.
Pour survivre à ce fléau mystique, Set se réfugia dans une dimension de poche, et s'y retrouva prisonnier.
Il y a 65 millions d'années, Set récupéra assez d'énergie pour se manifester de nouveau sur Terre. Démogorge l'attaqua et le décapita, mais le démon pouvait faire repousser deux têtes à chaque fois. Ce pouvoir s'épuisa très vite et Set retourna se cacher dans sa dimension.

### La Couronne du Serpent
Plus tard, Set créa une race de serviteurs, les Hommes-Serpents. Ils tentèrent d'influencer l'humanité mais furent rejetés par les Célestes. La race fut détruite lors de l'engloutissement du continent de Lémuria, mais elle eut le temps de fabriquer la Couronne du serpent (en) (Serpent Crown), donnant de puissants pouvoirs de contrôle mental à son porteur.
La couronne fut retrouvée par des Homo mermanus (en) s'étant installés sur les ruines de Lémuria. L'artefact fut utilisé pendant des siècles par le meneur Atlante (en) Naga. Elle fut volée par des dissidents surnommés Anciens, qui la cachèrent dans l'Antarctique.
La Couronne fut retrouvée au XXe siècle par Paul Destine qui s'en servit pour attaquer les Atlantes et Namor. Elle fut aussi l'enjeu de plusieurs batailles entre factions d'adorateurs et super-héros. 
Lors d'une aventure, Thor et le Démogorge tranchèrent les têtes du démon et les envoyèrent dans des dimensions différentes, détruisant ainsi la dimension originelle.

## Pouvoirs et capacités
Set est un puissant démon aux pouvoirs mystiques quasi-infinis. Il peut transférer une portion de son pouvoir à ses fidèles lorsque ceux-ci invoquent son nom, ou par le biais de divers artefacts fabriqués en son nom comme les Couronnes du Serpent, la Couronne du Cobra (désormais inutile) et le Serpent doré.
- Quand il s'incarne physiquement, Set ressemble à une gigantesque hydre à 7 têtes, pesant 25 tonnes. Chaque tête semble liée à un pouvoir sur les péchés.
- Il n'a cependant plus assez de puissance pour quitter sa dimension.